# Smithfield (Virginia Occidentale)
Smithfield è un comune degli Stati Uniti d'America, situato nello Stato della Virginia Occidentale, nella Contea di Wetzel.